# Мёндон (станция метро)
«Мён-дон» (кор. 명동역) — подземная станция Сеульского метро на Четвёртой линии. Она представлена одной островной платформой. Имеет 4 выхода. Станция обслуживается транспортной корпорацией Сеул Метро. Расположена в квартале Мёндон (адресː 64 Chungmuro 1-ga) района Чунку города Сеул (Республика Корея). На станции установлены платформенные раздвижные двери.
Пассажиропоток — 88 239 чел/день (на январь-декабрь 2012 года).
Станция была открыта 18 октября 1985 года.
Открытие станции было совмещено с открытием участка 4 линии Хехва—Садан длиной 16,5 км и еще 13 станцийː Хехва (420), Тондэмун, Исторический и культурный парк Тондэмун, Чхунмуро, Хвехён, Соуллёк, Суктэ-ипку, Самгакджи, Синёнсан, Ичхон, Тонджак, Чхонсиндэ-ипку и Садан (433).
В непосредственной близости расположена телевизионная башня Эн-Сеул Тауэр высотой 236 м.